# 우라늄 동위 원소
자연계에 존재하는 우라늄(U)의 동위 원소는 원자량 234, 235, 238이 존재한다.
나머지는 인공적으로 만들어지는 동위원소들이다.
극미량이 토륨과 우라늄-235, 238의 자발적 핵분열로 U-233, U-236, U-237, U-239, U-240가 생성되어 자연계에 존재하기는 하지만 극미량이라 무시된다.
얼마나 극미량이냐면 반감기가 긴 U-236도 1조 3천억분의 1의 양이 우라늄 광석에 함유되어 있으며 U-235의 자발핵분열로 인해 생성된 중성자를 U-235원자가 중성자 한개를 흡수함으로써 생성된다. (순수 천연 우라늄 1kg에 1조 9천억개의 우라늄-236 원자가 들어있다는 뜻)
U-233은 토륨-232의 자발핵분열로 인해 생성된 중성자를 토륨-232가 1개 흡수함으로써 생성된다. 나머지 U-237과 U-239도 그런식으로 극미량 존재한다.
U-240은 극미량 존재 동위 원소인 Pu-244의 알파붕괴로 생성, Pu-244는 반감기가 8000만년이나 되기 때문에 자연계에 극미량 존재한다. 하지만 U-240의 반감기가 매우 짧아서 초극미량이라 관측되지는 않았지만 Pu-244가 극미량 존재하므로 분명히 U-240도 자연계에 극미량 존재했다가 사라졌다 극미량 존재했다 사라졌다를 반복하고 있다.
인공적으로 만들어진 우라늄의 동위 원소는 214부터 242까지 존재한다.

## 우라늄-232
U-232는 토륨 핵반응으로 생성된 U-233들 중 수ppm~수십ppm가량이 중성자를 흡수함과 동시에 2개 방출하여 생성된다. 연료를 다 태우고 난 이후의 사용후핵연료내의 우라늄-232의 함유량은 대략 1ppm가량 함유되어 있는데, 반감기가 68.9년으로 매우 짧고, 강한 감마선을 내뿜는 붕괴사슬동위체들이 몇몇 있어 재처리 이후 상당기간 보관 후 재활용할 수 있다.

## 우라늄-233
반감기가 15만 9200년으로 토륨 핵반응으로 인해 생성된다. 열중성자 핵분열 효율이 92%에 이르고 고속중성자(자원중성자) 핵분열 효율도 84~88%에 이르러 핵연료로 이용할 수 있다.
토륨-232가 중성자를 하나 흡수하여 토륨-233이 되며, 토륨-233은 붕괴를 하여 프로트악티늄-233이 된다. 프로트악티늄-233은 26.975일의 긴 반감기를 거쳐 우라늄-233으로 붕괴된다.
이러한 성질로 제 4세대 원전들 중 하나인 토륨 원전은 우라늄-233을 이용할 목표를 삼고 있다.
반감기가 15만 9200년이나 되기 때문에 재처리를 하지 않으면 폐기물이 되며 140만년 이상 보관해야 한다.

## 우라늄-234
반감기는 24만 5천년이며, 자연계에 미량 존재하며 우라늄-238의 붕괴로 생성된다. 토륨 원전의 핵심이며 Pa-233이 중성자를 하나 얻어 생성된다. Pa-233의 반감기가 26.975일이나 되어 U-233으로 붕괴하기도 전에 중성자를 흡수하여 25~27% 이상의 비율이 U-234로 변환되어 토륨 원전의 중성자가 부족하게 되는 원인이 된다. 따라서 중성자를 추가로 공급해주어야 한다.
하지만 이는 대형의 중성자 공급장치를 필요로 한다는 점에서 경제성이 없다.
토륨 원전에서는 이러한 성질 때문에 토륨에 플루토늄-239, 우라늄-235 등을 섞어 사용하는 방법도 있지만 핵분열성 동위원소를 고농축해야 하므로 실효성이 떨어진다.
U-234는 원자로에서는 U-233가 중성자를 한개 먹어 생성되기도 한다. U-234는 핵분열을 못하므로 추가로 중성자를 흡수하여 U-235가 되고 또 하나의 중성자가 U-235과 충돌해야 핵분열이 될 수 있다.

## 우라늄-235
가장 핵심인 우라늄의 동위 원소로 현재 원자로의 주역인 동위체이다. 열중성자 핵분열 효율이 78~82%에 이르고 고속중성자(자원중성자) 핵분열 효율도 66~67%에 이르러 핵연료의 핵심으로 이용하고 있다. 우라늄-235의 반감기는 7억 380만년으로 비교적 짧아 자연계에 0.7%밖에 존재하지 않지만 44억년전 지구 초창기 시절에는 천연 동위체에 20%나 존재했었다.
중성자를 먹으면 스스로 핵분열을 하기 때문에 원자로 뿐 아니라 핵무기에도 이용하고 있다.
우라늄-235의 자발핵분열로 인해 튀어나오는 중성자 덕분에 순도 100%의 우라늄-235가 54kg이 모이면 스스로 폭발할 수 있는데 이것을 임계질량이라고 한다. 중성자 반사제를 이용하면 15kg까지 임계질량을 줄일 수 있다.

## 우라늄-236
반감기가 2342만년인 이 동위체는 이미 40억년전에 지구상에서 완전히 사라졌지만, 우라늄-235의 자발핵분열로 인해 생성된 중성자 활동으로 인해 새로 형성된 우라늄-236은 현재 자연계에서 발견되고 있다. 워낙 극미량이라 우라늄 동위 원소들 중 1조 3000억분의 1의 비율이지만 우라늄-235가 중성자를 하나 얻으면 생성되기 때문에 의미는 있다.
원자로에서도 대량 생산되는데 핵분열을 못해 핵폐기물로 분류된다. 그 다음 동위체인 우라늄-237도 핵분열 효율이 극히 낮으며, 넵투늄-237도 핵분열을 못한다. 또 다음 동위체인 238도 핵분열 효율이 극히 미미하므로 핵분열을 못한다고 볼 수 있기 때문에 우라늄-236은 핵폐기물로 분류되지만 중성자를 2개 흡수하면 원자력 전지의 연료인 플루토늄-238을 형성할 수 있기 때문에 우라늄-236의 일부는 플루토늄-238을 제조하는데 쓰인다.

## 우라늄-237
우라늄-236이 중성자를 흡수하여 생성되지만 열중성자 핵분열 효율이 불과 0.4%, 고속중성자(자원중성자) 핵분열 효율도 4.1%에 불과하다. 또한 반감기도 6.75일로 매우 짧아 중성자를 먹기도 전에 93.7%의 대부분이 넵투늄-237로 붕괴된다. 열중성자로에서는 우라늄-237중 0.4%만 핵분열을 하고 99.6%는 우라늄-238로 변환된다.

## 우라늄-238
천연 동위 원소로 자연계에 가장 많이 존재하는데 반감기가 45억년이나 되기 때문이다. 태양계의 역사보다 1억 400만년 짧은 반감기를 가지고 있기 때문에 태초의 우라늄-238의 양과 비교하면 아직도 49%나 남아있다. 우라늄-238은 우라늄 동위체의 99.28%나 존재하며 핵연료의 희석제로 쓰인다. 고속중성자(자원중성자)를 이용하면 많은 비율을 플루토늄-239로 바꿀 수 있기 때문에 기대되는 동위체이다. 열중성자로에서도 많은 양의 우라늄-238이 중성자를 흡수하여 대량의 플루토늄-239를 형성하고 실제로 원자로의 에너지의 26%는 플루토늄-239의 핵분열로 생성된다.

## 우라늄-239
우라늄-238이 중성자를 하나 흡수하여 생성된다. 반감기가 23분으로 매우 짧아 즉시 넵투늄-239로 붕괴된다고 할 수 있다.

## 우라늄-240
반감기가 14시간 30분으로 플루토늄-244가 붕괴되어 생성된다.

## 표
| 핵종 기호 | 과거 명칭                    | Z(p)             | N(n)             | 동위 원소 질량 (u) | 반감기                | 붕괴 방식          | 붕괴 생성물     | 핵 스핀   | 전형적 동위 원소 구성비 (몰 분율) | 자연적 구성비 변동 범위 (몰 분율) |
| 핵종 기호 | 과거 명칭                    | 들뜬 에너지      | 들뜬 에너지      | 들뜬 에너지        | 반감기                | 붕괴 방식          | 붕괴 생성물     | 핵 스핀   | 전형적 동위 원소 구성비 (몰 분율) | 자연적 구성비 변동 범위 (몰 분율) |
| --------- | ---------------------------- | ---------------- | ---------------- | ------------------ | --------------------- | ------------------ | --------------- | --------- | --------------------------------- | --------------------------------- |
| 214U      |                              | 92               | 124              |                    | 0.52 ms [+0.95 −0.21] | α                  | 210Th           | 0+        |                                   |                                   |
| 215U      |                              | 92               | 125              | 215.026720(11)     | 1.4(9) ms             | α                  | 211Th           | 5/2−#     |                                   |                                   |
| 215U      | β+?                          | 92               | 125              | 215.026720(11)     | 1.4(9) ms             | 215Pa              |                 | 5/2−#     |                                   |                                   |
| 216U      |                              | 92               | 126              | 216.024760(30)     | 2.25 ms [+0.63 −0.40] | α                  | 212Th           | 0+        |                                   |                                   |
| 216mU     |                              | 2206 keV         | 2206 keV         | 2206 keV           | 0.89 ms [+0.24 −0.16] | α                  | 212Th           | 8+        |                                   |                                   |
| 217U      |                              | 92               | 125              | 217.02437(9)       | 19.3 ms [+13.3 −5.6]  | α                  | 213Th           | (1/2−)    |                                   |                                   |
| 218U      |                              | 92               | 126              | 218.02354(3)       | 650 μs [+80 −70]      | α                  | 214Th           | 0+        |                                   |                                   |
| 218mU     |                              | 2117 keV         | 2117 keV         | 2117 keV           | 390 μs [+60 −50]      | α                  | 214Th           | 8+        |                                   |                                   |
| 218mU     | IT?                          | 2117 keV         | 2117 keV         | 2117 keV           | 390 μs [+60 −50]      | 218U               |                 | 8+        |                                   |                                   |
| 219U      |                              | 92               | 127              | 219.02492(6)       | 60(7) μs              | α                  | 215Th           | (9/2+)    |                                   |                                   |
| 219U      | β+?                          | 92               | 127              | 219.02492(6)       | 60(7) μs              | 219Pa              |                 | (9/2+)    |                                   |                                   |
| 220U      |                              | 92               | 128              | 220.02472(22)#     | 60# ns                | α                  | 216Th           | 0+        |                                   |                                   |
| 220U      | β+ (드묾)                    | 92               | 128              | 220.02472(22)#     | 60# ns                | 220Pa              |                 | 0+        |                                   |                                   |
| 221U      |                              | 92               | 129              | 221.02640(11)#     | 0.66(14) μs           | α                  | 217Th           | 9/2+#     |                                   |                                   |
| 221U      | β+ (드묾)                    | 92               | 129              | 221.02640(11)#     | 0.66(14) μs           | 221Pa              |                 | 9/2+#     |                                   |                                   |
| 222U      |                              | 92               | 130              | 222.02609(11)#     | 4.7(7) μs             | α                  | 218Th           | 0+        |                                   |                                   |
| 222U      | β+ (10−6%)                   | 92               | 130              | 222.02609(11)#     | 4.7(7) μs             | 222Pa              |                 | 0+        |                                   |                                   |
| 223U      |                              | 92               | 131              | 223.02774(8)       | 65(12) μs             | α                  | 219Th           | 7/2+#     |                                   |                                   |
| 224U      |                              | 92               | 132              | 224.027605(27)     | 396(17) μs            | α                  | 220Th           | 0+        |                                   |                                   |
| 225U      |                              | 92               | 133              | 225.02939#         | 62(4) ms              | α                  | 221Th           | (5/2+)#   |                                   |                                   |
| 226U      |                              | 92               | 134              | 226.029339(14)     | 269(6) ms             | α                  | 222Th           | 0+        |                                   |                                   |
| 227U      |                              | 92               | 135              | 227.031156(18)     | 1.1(1) min            | α                  | 223Th           | (3/2+)    |                                   |                                   |
| 227U      | β+ (0.001%)                  | 92               | 135              | 227.031156(18)     | 1.1(1) min            | 227Pa              |                 | (3/2+)    |                                   |                                   |
| 228U      |                              | 92               | 136              | 228.031374(16)     | 9.1(2) min            | α (95%)            | 224Th           | 0+        |                                   |                                   |
| 228U      | ε (5%)                       | 92               | 136              | 228.031374(16)     | 9.1(2) min            | 228Pa              |                 | 0+        |                                   |                                   |
| 229U      |                              | 92               | 137              | 229.033506(6)      | 57.8(5) min           | β+ (80%)           | 229Pa           | (3/2+)    |                                   |                                   |
| 229U      | α (20%)                      | 92               | 137              | 229.033506(6)      | 57.8(5) min           | 225Th              |                 | (3/2+)    |                                   |                                   |
| 230U      |                              | 92               | 138              | 230.033940(5)      | 20.23(2) d            | α                  | 226Th           | 0+        |                                   |                                   |
| 230U      | SF (1.4×10−10%)              | 92               | 138              | 230.033940(5)      | 20.23(2) d            | 다양               |                 | 0+        |                                   |                                   |
| 230U      | β+β+ (드묾)                  | 92               | 138              | 230.033940(5)      | 20.23(2) d            | 230Th              |                 | 0+        |                                   |                                   |
| 231U      |                              | 92               | 139              | 231.036294(3)      | 4.2(1) d              | ε                  | 231Pa           | (5/2)(+#) |                                   |                                   |
| 231U      | α (0.004%)                   | 92               | 139              | 231.036294(3)      | 4.2(1) d              | 227Th              |                 | (5/2)(+#) |                                   |                                   |
| 232U      |                              | 92               | 140              | 232.0371562(24)    | 68.9(4) y             | α                  | 228Th           | 0+        |                                   |                                   |
| 232U      | CD (8.9×10−10%)              | 92               | 140              | 232.0371562(24)    | 68.9(4) y             | 208Pb 24Ne         |                 | 0+        |                                   |                                   |
| 232U      | CD (5×10−12%)                | 92               | 140              | 232.0371562(24)    | 68.9(4) y             | 204Hg 28Mg         |                 | 0+        |                                   |                                   |
| 232U      | SF (10−12%)                  | 92               | 140              | 232.0371562(24)    | 68.9(4) y             | 다양               |                 | 0+        |                                   |                                   |
| 233U      |                              | 92               | 141              | 233.0396352(29)    | 1.592(2)×105 y        | α                  | 229Th           | 5/2+      |                                   |                                   |
| 233U      | SF (6×10−9%)                 | 92               | 141              | 233.0396352(29)    | 1.592(2)×105 y        | 다양               |                 | 5/2+      |                                   |                                   |
| 233U      | CD (7.2×10−11%)              | 92               | 141              | 233.0396352(29)    | 1.592(2)×105 y        | 209Pb 24Ne         |                 | 5/2+      |                                   |                                   |
| 233U      | CD (1.3×10−13%)              | 92               | 141              | 233.0396352(29)    | 1.592(2)×105 y        | 205Hg 28Mg         |                 | 5/2+      |                                   |                                   |
| 234U      | Uranium II                   | 92               | 142              | 234.0409521(20)    | 2.455(6)×105 y        | α                  | 230Th           | 0+        | [0.000054(5)]                     | 0.000050- 0.000059                |
| 234U      | Uranium II                   | 92               | 142              | 234.0409521(20)    | 2.455(6)×105 y        | SF (1.73×10−9%)    | 다양            | 0+        | [0.000054(5)]                     | 0.000050- 0.000059                |
| 234U      | Uranium II                   | 92               | 142              | 234.0409521(20)    | 2.455(6)×105 y        | CD (1.4×10−11%)    | 206Hg 28Mg      | 0+        | [0.000054(5)]                     | 0.000050- 0.000059                |
| 234U      | Uranium II                   | 92               | 142              | 234.0409521(20)    | 2.455(6)×105 y        | CD (9×10−12%)      | 184Hf 26Ne 24Ne | 0+        | [0.000054(5)]                     | 0.000050- 0.000059                |
| 234mU     |                              | 1421.32(10) keV  | 1421.32(10) keV  | 1421.32(10) keV    | 33.5(20) ms           |                    |                 | 6-        |                                   |                                   |
| 235U      | Actin Uranium Actino-Uranium | 92               | 143              | 235.0439299(20)    | 7.04(1)×108 y         | α                  | 231Th           | 7/2-      | [0.007204(6)]                     | 0.007198- 0.007207                |
| 235U      | Actin Uranium Actino-Uranium | 92               | 143              | 235.0439299(20)    | 7.04(1)×108 y         | SF (7×10−9%)       | 다양            | 7/2-      | [0.007204(6)]                     | 0.007198- 0.007207                |
| 235U      | Actin Uranium Actino-Uranium | 92               | 143              | 235.0439299(20)    | 7.04(1)×108 y         | CD (8×10−10%)      | 186Hf 25Ne 24Ne | 7/2-      | [0.007204(6)]                     | 0.007198- 0.007207                |
| 235m1U    |                              | 0.0765(4) keV    | 0.0765(4) keV    | 0.0765(4) keV      | 25.7(1) min           | IT                 | 235U            | 1/2+      |                                   |                                   |
| 235m2U    |                              | 2500(300) keV    | 2500(300) keV    | 2500(300) keV      | 3.6(18) ms            | SF                 | 다              |           |                                   |                                   |
| 236U      |                              | 92               | 144              | 236.045568(2)      | 2.342(3)×107 y        | α                  | 232Th           | 0+        |                                   |                                   |
| 236U      | SF (9.6×10−8%))              | 92               | 144              | 236.045568(2)      | 2.342(3)×107 y        | 다양               |                 | 0+        |                                   |                                   |
| 236U      | CD (≤2.0×10−11%)             | 92               | 144              | 236.045568(2)      | 2.342(3)×107 y        | 208Hg,28Mg         |                 | 0+        |                                   |                                   |
| 236U      | CD (≤2.0×10−11%)             | 92               | 144              | 236.045568(2)      | 2.342(3)×107 y        | 206Hg,30Mg         |                 | 0+        |                                   |                                   |
| 236m1U    |                              | 1052.5(6) keV    | 1052.5(6) keV    | 1052.5(6) keV      | 100(4) ns             | IT                 | 236U            | (4)-      |                                   |                                   |
| 236m2U    |                              | 2750(3) keV      | 2750(3) keV      | 2750(3) keV        | 120(2) ns             | IT (87%)           | 236U            | (0+)      |                                   |                                   |
| 236m2U    | SF (13%)                     | 2750(3) keV      | 2750(3) keV      | 2750(3) keV        | 120(2) ns             | 다양               |                 | (0+)      |                                   |                                   |
| 237U      |                              | 92               | 145              | 237.0487302(20)    | 6.75(1) d             | β-                 | 237Np           | 1/2+      |                                   |                                   |
| 238U      | Uranium I                    | 92               | 146              | 238.0507882(20)    | 4.468(3)×109 y        | α                  | 234Th           | 0+        | [0.992742(10)]                    | 0.992739- 0.992752                |
| 238U      | Uranium I                    | 92               | 146              | 238.0507882(20)    | 4.468(3)×109 y        | SF (5.45×10−5%)    | 다양            | 0+        | [0.992742(10)]                    | 0.992739- 0.992752                |
| 238U      | Uranium I                    | 92               | 146              | 238.0507882(20)    | 4.468(3)×109 y        | β-β- (2.19×10−10%) | 238Pu           | 0+        | [0.992742(10)]                    | 0.992739- 0.992752                |
| 238mU     |                              | 2557.9(5) keV    | 2557.9(5) keV    | 2557.9(5) keV      | 280(6) ns             | IT (97.4%)         | 238U            | 0+        |                                   |                                   |
| 238mU     | SF (2.6%)                    | 2557.9(5) keV    | 2557.9(5) keV    | 2557.9(5) keV      | 280(6) ns             | 다양               |                 | 0+        |                                   |                                   |
| 239U      |                              | 92               | 147              | 239.0542933(21)    | 23.45(2) min          | β-                 | 239Np           | 5/2+      |                                   |                                   |
| 239m1U    |                              | 133.7991(10) keV | 133.7991(10) keV | 133.7991(10) keV   | 780(40) ns            | IT                 | 239U            | 1/2+      |                                   |                                   |
| 239m2U    |                              | 2500(900)# keV   | 2500(900)# keV   | 2500(900)# keV     | >250 ns               | SF?                | 다양            | 0+        |                                   |                                   |
| 239m2U    | IT?                          | 2500(900)# keV   | 2500(900)# keV   | 2500(900)# keV     | >250 ns               | 239U               |                 | 0+        |                                   |                                   |
| 240U      |                              | 92               | 148              | 240.056592(6)      | 14.1(1) h             | β-                 | 240Np           | 0+        |                                   |                                   |
| 240U      | α (10−10%)                   | 92               | 148              | 240.056592(6)      | 14.1(1) h             | 236Th              |                 | 0+        |                                   |                                   |
| 241U      |                              | 92               | 149              | 241.06033(32)#     | 5# min                | β-                 | 241Np           | 7/2+#     |                                   |                                   |
| 242U      |                              | 92               | 150              | 242.06293(22)#     | 16.8(5) min           | β-                 | 242Np           | 0+        |                                   |                                   |

1. ↑  약자:
CD: 뭉치 붕괴
ε: 전자 포획
IT: 이성질핵 전이
SF: 자발 핵분열
2. ↑  굵은 글꼴은 안정 동위 원소, 굵은 기울임꼴은 감기가 우주의 나이보다 긴 동위 원소(거의 안정적)
3. ↑  우라늄-토륨 연대 측정에 사용된다.
4. ↑  우라늄-우라늄 연대 측정에 사용된다.
5. ↑  238U의 중간 붕괴 생성물
6. ↑  원시 방사성 핵종
7. 1 2  우라늄-납 연대 측정에 사용된다.
8. ↑  주요 핵연료

1. ↑  “보관된 사본”. 2011년 2월 24일에 원본 문서에서 보존된 문서. 2014년 8월 5일에 확인함.